# ایوان اگوستین
ایوان اگوستین (انگلیسی: Iván Agustín؛ زادهٔ ۱۶ آوریل ۱۹۷۹) بازیکن فوتبال اهل اسپانیا است.
از باشگاه‌هایی که در آن بازی کرده‌است می‌توان به باشگاه فوتبال میراندس اشاره کرد.